# Harald Bosio
Harald Bosio (ur. 2 stycznia 1906 w Judenburgu, zm. 2 grudnia 1980 w Salzburgu) – austriacki skoczek narciarski, biegacz narciarski i specjalista kombinacji norweskiej, trzykrotny olimpijczyk (1928, 1932, 1936), brązowy medalista mistrzostw świata w kombinacji.

## Kariera
Pierwszą duża imprezą w jego karierze były igrzyska olimpijskie w Sankt Moritz w 1928, gdzie zajął 28. miejsce w konkursie skoków. Cztery lata później, podczas igrzysk olimpijskich w Lake Placid zajął 21. miejsce w biegu na 18 km techniką klasyczną, 29. miejsce w kombinacji, a rywalizacji w skokach nie ukończył.
Największy sukces w swojej karierze osiągnął w 1933 na mistrzostwach świata w Innsbrucku. Wywalczył tam brązowy medal w kombinacji, ustępując tylko zwycięzcy Svenowi Selångerowi oraz srebrnemu medaliście Antonínowi Bartoňowi. Brał także udział w igrzyskach olimpijskich w Garmisch-Partenkirchen w 1936, zajmując 28. miejsce w biegu na 18 km stylem klasycznym, a wraz z kolegami z reprezentacji był ósmy w sztafecie 4 × 10 km.

## Osiągnięcia w kombinacji

### Igrzyska olimpijskie
| Miejsce | Dzień     | Rok  | Miejscowość | Konkurencja   | Wynik zwycięzcy | Strata      | Zwycięzca            |
| ------- | --------- | ---- | ----------- | ------------- | --------------- | ----------- | -------------------- |
| 29.     | 11 lutego | 1932 | Lake Placid | Indywidualnie | 446.00 pkt      | -147.30 pkt | Johan Grøttumsbråten |

### Mistrzostwa świata
| Miejsce | Dzień    | Rok  | Miejscowość | Konkurencja   | Wynik zwycięzcy | Strata    | Zwycięzca     |
| ------- | -------- | ---- | ----------- | ------------- | --------------- | --------- | ------------- |
| 3.      | 8 lutego | 1933 | Innsbruck   | Indywidualnie | 454.1 pkt       | -39.1 pkt | Sven Selånger |

## Osiągnięcia w biegach

### Igrzyska olimpijskie
| Miejsce | Dzień     | Rok  | Miejscowość            | Konkurencja             | Wynik zwycięzcy | Strata     | Zwycięzca           |
| ------- | --------- | ---- | ---------------------- | ----------------------- | --------------- | ---------- | ------------------- |
| 21.     | 10 lutego | 1932 | Lake Placid            | 18 km stylem klasycznym | 1:23:07 h       | +15:16 min | Sven Utterström     |
| 2.      | 10 lutego | 1936 | Garmisch-Partenkirchen | Sztafeta 4 × 10 km      | 2:41:33 h       | +21:15 min | Finlandia           |
| 28.     | 12 lutego | 1936 | Garmisch-Partenkirchen | 18 km stylem klasycznym | 1:14:38 h       | +10:01 min | Erik August Larsson |

## Osiągnięcia w skokach

### Igrzyska olimpijskie
| Miejsce | Dzień     | Rok  | Miejscowość  | Konkurencja   | Wynik zwycięzcy | Strata    | Zwycięzca    |
| ------- | --------- | ---- | ------------ | ------------- | --------------- | --------- | ------------ |
| 29.     | 18 lutego | 1928 | Sankt Moritz | Indywidualnie | 19.208 pkt      | 7.146 pkt | Alf Andersen |
| DNF     | 12 lutego | 1932 | Lake Placid  | Indywidualnie | 228.1 pkt       | -         | Birger Ruud  |